# Limnonectes deinodon
Limnonectes deinodon es una especie de anfibio anuro de la familia Dicroglossidae.

## Distribución geográfica
Esta especie es endémica de Malasia peninsular. Su presencia es incierta en Tailandia. La localidad tipo es East Ridge (2500 pies = 762 m) de Gunung Lawit, estado de Terengganu, Malasia.

## Publicación original
- Dehling, 2014: Eine neue Fangzahnfroschart der Gattung Limnonectes (Anura: Dicroglossidae) vom Gunung Lawit, Malaiische Halbinsel. Sauria, Berlín, vol. 36, p. 17–30.